# William Blease
William John Blease, Baron Blease JP (* 28. Mai 1914; † 16. Mai 2008) war ein britischer Politiker der Labour Party.

## Leben
Der Sohn von William John Blease und Sarah Watts besuchte die „McClure Public Elementary School“, das „Technical College“ in Belfast und wurde am „National Council Labour Colleges“ und der „Workers' Educational Association“ ausgebildet. Blease arbeitete ab 1929 als kaufmännischer Angestellter und stieg innerhalb des Unternehmens bis zum Zweigstellenleiter (1938–1940) auf. 1940 wechselte er zur Werft Belfast Shipyard, wo er bis 1945 als Angestellter tätig war. Dann war er bis 1959 als Zweigstellenleiter für eine Co-op-Genossenschaft in Belfast tätig. 1976 wurde er zum Justice of Peace für Belfast ernannt. Am 21. Juni 1978 wurde er zum Life Peer mit dem Titel Baron Blease, of Cromac in the City of Belfast, erhoben. Die Queen’s University of Belfast verlieh ihm einen Ehrendoktor der Rechte (Doctor of Law) und die New University of Ulster einen Ehrendoktor für Literatur (Doctor of Literature). Blease gehörte dem British Institute of Management an.

## Politik
Der aktive Gewerkschafter Blease wurde 1959 in das Nordirland-Komitee des Irish Congress of Trade Unions gewählt und blieb bis 1975 Delegierter. Seit demselben Jahr arbeitete er auch für die „Independent Broadcasting Authority“ und übte dieses Amt für vier Jahre aus. Blease trat der Northern Ireland Labour Party bei. 1953 kandidierte er erfolglos im Wahlkreis Belfast Oldpark für das nordirische Parlament und ein weiteres Mal 1965 für den Wahlkreis Belfast St. Anne's, ebenfalls ohne Erfolg. Von 1979 bis 1983 war er Sprecher der Opposition für Nordirland und Whip der Labour Party. Im Jahr 1985 arbeitete Blease mit Paddy Devlin zusammen an der Gründung der Labour Party of Northern Ireland und blieb bis zur Auflösung der Gruppe im Jahr 1990 ihr Bevollmächtigter. Er war zuletzt mit einem Leave of Absence beurlaubt. Er starb kurz vor seinem 94. Geburtstag.

## Familie
Lord Blease war seit 1939 mit Sarah Evelyn Caldwell verheiratet. Sie hatten gemeinsam vier Kinder, drei Söhne und eine Tochter.